# Gang (groupe)
Pour les articles homonymes, voir Gang (homonymie).
Gang, parfois aussi appelé par son nom complet The Gang, est un groupe italien de folk rock. Formé sous le nom de Paper's Gang à la fin des années 1970 et fortement inspiré par The Clash, il fait d'abord partie de la scène punk de la région des Marches, à laquelle appartiennent des groupes tels que Rivolta dell'Odio, Cracked Hirn et Azione non violenta (originaire d'Ancône), i Cani (de Pesaro), Reig (de Macerata), et Dictatrista (d'Ascoli Piceno). Leur style musical s'oriente ensuite progressivement vers le folk, tout en conservant des textes fortement politisés et en se concentrant sur le combat rock. 

## Histoire

### Débuts
Bien qu'il fasse appel à d'autres musiciens, le noyau de Gang est formé par les deux frères Sandro Severini (né le 26 janvier 1959) et Marino Severini (né le 27 mai 1956), tous deux originaires de Filottrano, dans la province d'Ancône, et par le « troisième gang », Andrea Mei, qui a enregistré cinq albums.
Ils forment leur premier groupe pendant leur adolescence, au milieu des années 1970, à l'époque où le mouvement punk, avec les Sex Pistols, commence à se manifester, musicalement entre autres. Les deux frères Severini se rendent à Londres et entrent en contact direct avec la scène sociale et musicale explosive de la capitale anglaise. Ils se rendent compte que le punk n'est pas un simple « phénomène de costume » générique, mais une tentative très concrète de protection organisée des droits et de la qualité de vie. Le punk anglais était en grande partie composé de chômeurs et de marginaux de la banlieue londonienne, et c'est là que le choix de Sandro et Marino Severini mûrit.
Le premier nom du groupe est Paper's Gang, d'après le surnom familial « Paparè », d'où l'anglicisation Paper's, tandis que « Gang » rappelle les gangs de rue et de bar de la jeunesse provinciale. Ils prennent donc les Clash comme modèle : ils rentrent chez eux, se coupent la barbe et les cheveux et commencent une période de catalogage, d'étude et de structuration de leurs textes. Le groupe naissant adopte une structure rock classique avec deux guitares, une basse et une batterie : Sandro Severini s'occupe de la partie strictement musicale, tandis que Marino compose les paroles et chante. Les premiers concerts ont lieu uniquement au niveau local, avec des arrêts à Ancône et Macerata.

### Premiers albums

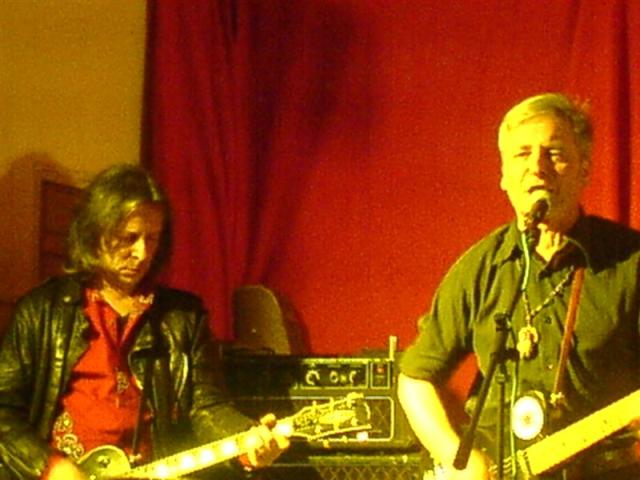
Sandro et Marino Severini.

En 1984, The Gang dispose d'un nombre suffisant de chansons personnelles, déjà consolidées lors de concerts, et décide de sortir un album auto-produit. Il s'agit de Tribes' Union, composé de huit titres certainement écrits sous l'influence des Clash, mais dans lesquels on remarque également l'influence croissante du musicien anglais Billy Bragg (également auteur d'une célèbre « néo-version » anglaise de The Internationale écrite à la suggestion ou à l'instigation de Pete Seeger), un artiste qui parvient à condenser à la fois la nature du punk des débuts et celle du folksinger plus classique, à la guitare et à l'harmonica. Les thèmes de Gang sont d'emblée militants : la classe politique, le pouvoir, les difficultés de la vie quotidienne. Le groupe s'appelle Gang en hommage à l'image mythique du hors-la-loi, de Robin des Bois à Jesse James.
Tribes' Union est accueilli favorablement par la presse spécialisée et arrive en huitième position dans le « référendum des critiques » du magazine Musica e Dischi. Musique dure et directe, textes de grande portée politique et sociale ; même si les paroles sont en anglais, certains commencent timidement à parler d'un véritable rock italien.
Gang prend le parti de toutes les luttes civiles et se produit également avec des groupes tels que The Pogues,The Blasters, The Jesus and Mary Chain et enfin avec Billy Bragg lui-même. C'est l'époque des chansons aux titres sans équivoque, comme Libre El Salvador, Against the Dollar Power (High Rise), etc. En 1986, ils sortent leur deuxième album, Barricada Rumble Beat, toujours en anglais et encore plus explicite dans ses paroles. Mais quelque chose change peu à peu : le rythme changee, des cadences rhythm and blues apparaissent, et Gang se rapproche de plus en plus de la tradition folk, de la musique noire et de la réalité sociale afro-américaine, et un souffle encore plus international s'installe dans leur son avec l'ajout de claviers électroniques joués par Gaudi (qui dans cet album apparaît sous le nom de Lele Cenacchi).
En 1989, un album intermédiaire, Reds, est publié ; la même année, ils signent un contrat avec le label discographique Compagnia Generale del Disco (CGD), qui leur donne la plus grande liberté d'expression tout en assurant la distribution nécessaire. Les années 1980 touchent à leur fin, la « décennie du reflux » ; les idéologies et utopies tombent les unes après les autres, mais Gang vont complètement à contre-courant. Les frères Severini, bien qu'ils soient tous deux diplômés en droit, préfèrent continuer à se consacrer à la musique.

### Tournant
Au début des années 1990, ils travaillent sur une trilogie avec laquelle ils font le choix définitif (et qui fera date) de passer à la composition de textes en italien. Ce tournant était presque obligatoire : ils avaient retenu la leçon des Clash, mais pour faire des chansons politiques, sociales, dénonçant la situation italienne, on ne peut pas chanter en anglais. D'un point de vue musical, les trois albums s'inspirent également de la tradition de la musique folk, et peuvent être considérés comme les premiers et meilleurs albums de folk rock italien (ou de combat folk, pour parler comme les Modena City Ramblers). Aux guitares électriques, Marino substitue une guitare acoustique à douze cordes, un violon, un accordéon, un harmonica à bouche, des instruments à vent et même des orchestres de village (Oltre).
Le premier résultat est l'album Le radici e le ali (1991), un album tout à fait dans la tradition de l'internationalisme. Le projet est de fusionner le rock et la tradition folk, afin de donner une véritable identité culturelle à leur musique. Les guitares électrique, slide et dobro sont rejointes par le violon, la mandoline, le tin whistle, le hautbois et le shannaj. C'est dans cette optique qu'il faut considérer Storie d'Italia, leur deuxième album en italien, dont la production artistique et la collaboration avec Massimo Bubola datent de 1993. Cet album contient des chansons qui parlent des luttes partisanes, comme la ballade évocatrice Eurialo e Niso, qui reprend la légende des deux amis combattants racontée par Virgile dans l'Énéide.
Le claviériste et accordéoniste Andrea Mei rejoint Gang de façon permanente et des collaborations fructueuses se forment avec des artistes comme Antonello Salis, Antonello Ricci, Mauro Pagani, Daniele Sepe et Davide Riondino. 
Le 1er mai 1991, lors du traditionnel concert offert par la CGIL, la CISL et l'UIL, sur la Piazza San Giovanni à Rome (la traditionnelle « Place de la Gauche »), le Gang lit un communiqué invitant tous les travailleurs italiens à une grève générale contre le gouvernement de Giulio Andreotti. L'événement se déroule en direct sur la Rai, qui interdit par la suite l'accès aux Gangs à tout service public de radiodiffusion. Suivent des chansons brûlantes comme 200 giorni a Palermo, dédiée au meurtre du sénateur du Parti communiste italien Pio La Torre, assassiné par la Mafia le 30 avril 1982 ; les frères Severini sont dénoncés pour avoir impliqué dans la chanson des personnalités comme l'ancien maire de Palerme Vito Ciancimino, le député européen Salvo Lima (lui-même tué dans une embuscade de la Mafia le 12 mars 1992), et surtout les représentants du PCI Russo et Sanfilippo. Les gangs se voient réclamer 500 millions de lires en guise de compensation morale.
En 1995, ils concluent leur trilogie « italienne » avec l'album Una volta per sempre, qui contient des chansons sur les sept fils d'Alcide Cervi, La pianura dei sette fratelli, Pier Paolo Pasolini, l'avènement du berlusconisme en Italie et La corte dei miracoli.

### Autres albums

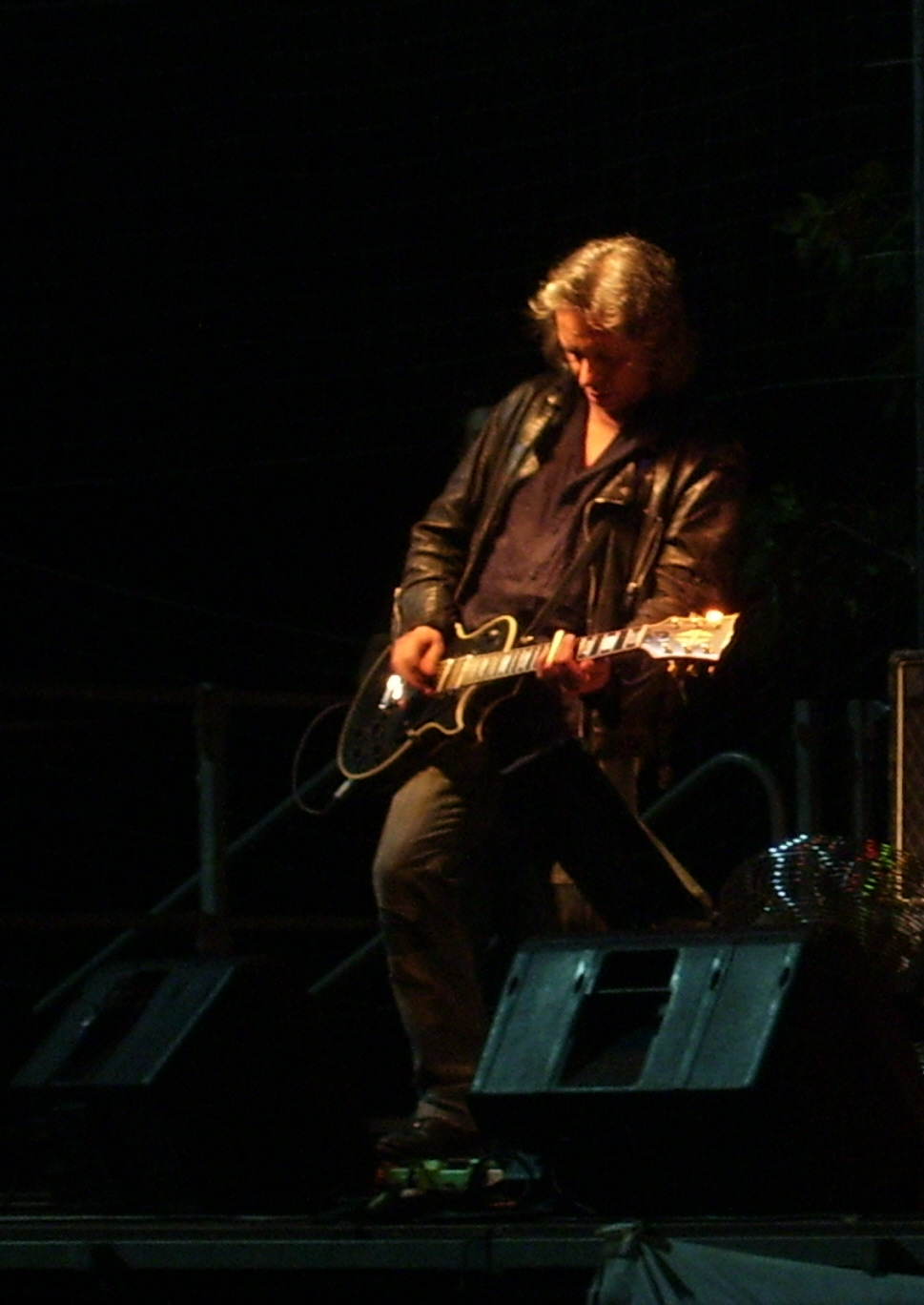
Sandro Severini en concert à Filottrano le 23 août 2007.

Dans le même temps, une nouvelle relation de Gang avec l'art et leur parcours individuel se développe ; ils commencent à être attirés par la poésie épique et narrative, développant ainsi la métaphore et le langage prophétique comme antidote à la perte de la mémoire individuelle et collective, l'un des maux de la société italienne contemporaine. L'album Fuori dal controllo sort, dédié à dix personnalités de l'histoire italienne considérées comme hérétiques, précisément comme « hors de contrôle » : Giordano Bruno, Davide Lazzeretti, Pier Paolo Pasolini, Pino Puglisi (le curé de Palerme tué par la mafia), Sacco et Vanzetti, Ilaria Alpi (dont la fin mystérieuse est analysée dans la chanson Chi ha ucciso Ilaria Alpi ? dans laquelle un contact est supposé entre les enquêtes de la journaliste et un trafic d'armes international qui conduirait également à la tragédie du Moby Prince, le ferry qui a pris feu dans le port de Livourne le 10 avril 1991, tragédie dans laquelle 140 personnes ont trouvé la mort) et Santa Maria Goretti. Avec Fuori dal controllo, le Gang revient également à la structure rock classique basse-guitare-batterie. Début 1997, Francesco Caporaletti rejoint le groupe à la basse et Paolo Mozzicafreddo à la batterie.
Dans l'album Controverso (2000), le poète et écrivain Erri De Luca intervient avec la lecture d'un de ses poèmes intitulé Reflesciasà (c'est-à-dire réfléchis à ça prononcé à la manière napolitaine). Le même album contient la chanson Paz, dédiée à Andrea Pazienza.
Au printemps 2001, le projet Gang City Ramblers voit le jour, réunissant sur une même scène deux générations de combat-(folk)-rockers, les Modena City Ramblers et Gang, pour interpréter des chansons des deux groupes. Le 25 avril de la même année, les deux groupes donnent un concert inoubliable à Macerata, sur la Piazza Mazzini devant plus de 6 000 personnes venues de tous les coins de la région.
En 2002, ils font circuler sur Internet une chanson clandestine, All'ultimo sangue, donnée au mouvement de paix contre toutes les guerres. En 2004, ils publient, avec le groupe de recherche et de chant folk des Marches La Macina, Nel tempo e oltre cantando, où ils réarrangent et reproposent des chansons historiques des deux groupes, comme Sesto San Giovanni, Kowalsky de Gang et Cecilia, et Stavo in bottega che lavoravo de La Macina.
Enfin, en 2006, c'est au tour de leur dernier album, intitulé Il seme e la speranza. L'album est dédié au travail de la terre et produit en collaboration avec la région des Marches. De nouvelles chansons, quelques reprises et des collaborations avec des artistes rencontrés au cours des dernières années. L'esprit de l'album est celui d'un témoignage historique des racines paysannes de notre pays. Sur l'album, des chansons de la Résistance : 4 maggio 1944-In memoria, chanson dédiée aux représailles nationales-socialistes qui ont lieu le 4 mai 1944 à Sant'Angelo di Arcevia, dans la province d'Ancône, où 63 personnes, partisans et civils, sont tuées de façon barbare, parmi lesquelles des membres de la famille Mazzarini, une famille de paysans qui avait offert refuge et abri aux partisans opérant dans cette localité ; La pianura dei sette fratelli relue par le Coro delle Mondine di Novi, témoignage de l'appartenance des chansons de Gang à la tradition populaire. L'album est enregistré à la maison pour permettre à Paolo Mozzicafreddo, batteur depuis 1997, déjà malade, de participer aux enregistrements. Il décède le 19 juin 2006 à l'âge de 31 ans. Il est alors remplacé par Piero Montecchiari.
Leur double album live bootleg Dalla polvere al cielo (tiré à 1 000 exemplaires) sort en juillet 2008, disponible uniquement via leur site web officiel. En 2008, ils entament une tournée théâtrale avec Daniele Biacchessi, combinant les musiques de Gang avec des récitations et parlant des histoires de l'Italie, des massacres nazis aux bombes d'État, de Peppino Impastato à Falcone et Borsellino, d'où sera tiré l'album Il paese della vergogna. Toujours à l'été 2008, Piero Montecchiari est remplacé par Francesco Bigoni. Le 28 février 2009, Marino et Sandro, ainsi que le batteur des débuts et le bassiste de Malavida, se sont réunis pour un concert à l'occasion du 25e anniversaire du premier album, au cours duquel ils interprètent en anglais des chansons de la période punk. La soirée est enregistrée et donne lieu à l'album Tribe's Reunion, sorti l'année suivante,.
En mai 2010, Gang change à nouveau de batteur : Diego Garbuglia prend la place de Bigoni. Le 10 avril 2011 est prévue la sortie d'un nouvel album, qui aurait dû sortir en 2010, intitulé La rossa primavera, en collaboration avec le groupe romain Ned Ludd, qui rassemblera des chansons sur la Résistance, qu'il s'agisse de chansons historiques ou de chansons dédiées au sujet. Un nouveau batteur, Luca Ventura, prend la relève à la batterie. Le 23 octobre de la même année, l'album Quando gli angeli cantano est publié sous le nom « Gang e i suoi fratelli », un enregistrement de l'événement Un giorno per Paolo, un concert tenu à Villa Potenza (MC) le 29 octobre 2010 en l'honneur du défunt batteur Paolo Mozzicafreddo, au cours duquel des groupes proches de Gang ont re-proposé des chansons de Gang.
Le 31 janvier 2012, l'album live du concert Storie dell'altra Italia, par Gang avec Daniele Biacchessi et Massimo Priviero, sort,. Le 22 avril 2012, au théâtre La Nuova Fenice d'Osimo, Marino Severini reçoit le prix Renato Benedetto Fabrizi. Fin mai 2012 sort Le radici e le ali, 1991-2011, un album live enregistré le 16 septembre 2011 à Filottrano à l'occasion du 20e anniversaire de la sortie de leur premier album en italien, qui contient un album accompagné d'un DVD contenant des extraits de la soirée et un discours de Marino Severini sur l'album.

### Tétralogie avec Jono Manson et autoproduction
En 2014, les frères Severini retournent en studio pour leur premier album inédit depuis 14 ans, sous la production de Jono Manson, intitulé Sangue e cenere. Pour récolter les fonds, ils s'appuient sur le financement participatif, réussissant à obtenir 917 % de la somme demandée. Pour cet album, ils se présentent avec un groupe complètement renouvelé : Marzio Del Testa (batterie, percussions), Charlie Cinelli (guitare basse, contrebasse) et Jono Manson (guitare électrique, acoustique, baryton, ténor, chœurs, piano, piano électrique wurlizter) et la collaboration de Jason Crosby (piano, violon, orgue Hammond, piano wurlizter), John Egenes (mandoline, banjo, pedal steel guitar, lap steel guitar, suggins), Brant Leeper (orgue Hammond, accordéon), Garth Hudson (accordéon), Eric Ambel (guitare électrique), Char Rothschild (accordéon, cornemuse, bombarde, tin whistle, trompette) et Robbie Rothschild (kora) de Round Mountain, Craig Dreyer (saxophone ténor), Barry Danielian (trompette), Clark Gayton (trombone), Dave Devlin (lap steel, mandoline, guitare ténor, mandoloncelle), Justin Bransford (contrebasse), Mark Clark (percussions), Stefano Barotti, Hillary Smith et David Berkeley (chœurs), Roberto Picchio (accordéon), Angela Gabriel (vibraphone), et Orchestra Pergolesi. Une partie des enregistrements a lieu aux États-Unis, bien que Sandro et Marino n'aient pas voyagé. Parmi les récompenses, on trouve une version CD de Gang Against the dollar power, le seul 45 tours du groupe, et un CD live Storie D'Italia Live Tour 1993.
En 2015, suit le Sangue e cenere Tour lié au 70e anniversaire de la libération du national-socialisme ; également à la RifondaFesta, pour un public non payant. La même année, il collabore avec Mé, Pék e Barba (it), un groupe folk originaire de Parme, en interprétant la chanson La Tigre dell'Ogliastra.
En 2016, toujours sous la production de Jono Manson, et toujours à l'aide d'une campagne de financement participatif, Gang enregistre un album de reprises que Marino avait en projet depuis 2000. L'album s'intitule Calibro 77 et propose 11 réinterprétations de chansons des années 1970, celles que les frères Severini chantaient dans leur vingtaine. Parmi les récompenses de financement participatif, deux autres albums sont également publiés : Scarti di lato, qui rassemble des chansons enregistrées dans le passé mais qui n'ont pas trouvé de place sur les disques officiels, ou qui faisaient partie d'autres projets ; et Live tour 1989, l'enregistrement du concert du 7 septembre 1989, à l'Arena Sferisterio de Macerata, lorsqu'ils ont partagé la scène avec Billy Bragg.
En 2020, Gang lance une nouvelle campagne de financement participatif pour l'enregistrement du troisième album produit par Jono Manson intitulé Ritorno al fuoco, en 90 jours de collecte de fonds, Gang atteint 1611 coproducteurs et récolte 72 945 €, dépassant le précédent record italien qui appartenait à Nicholas Fantini, alias Egreen. Les récompenses du financement participatif incluent deux albums bonus Folkies, une compilation de titres réenregistrés en version acoustique et Per un pugno di... stelle : une compilation inédite de titres en version live.
En 2023, c'est au tour d'un nouveau projet de financement participatif : Fra silenzi e spari, toujours sous la direction artistique de Jono Manson, cette fois-ci des réenregistrements de 12 chansons issues d'albums allant de Le radici e le ali (de 1991) à Controverso (de 2000), en controverse avec la WEA qui ne réédite pas les disques originaux. 1 499 coproducteurs ont répondu. Parmi les récompenses, on trouve deux CD supplémentaires : Quanto amore (Omaggio a Claudio Lolli), contenant 8 chansons de Claudio Lolli réinterprétées pour l'occasion dans une nouvelle version acoustique ; Re-Incanto avec de nouvelles versions inédites et semi-acoustiques de chansons de Sangue e Cenere et Ritorno al Fuoco. 

## Membres

### Membres actuels
- Marino Severini — voix, guitare électrique (depuis 1984)
- Sandro Severini — guitare électrique, acoustique (depuis 1984)
- Jacopo Ciani — violon, mandoline, chœurs (depuis 2015)
- Gianni Bonanni — orgue, clavier, accordéon (depuis 2016)
- Diego Sapignoli — batterie, percussions (depuis 2017)
- Roberto Villa — basse, contrebasse (depuis 2017)

### Anciens membres
- Saverio Molitierno — basse live (1984—1985), sur l'album Tribes' Union (1984)
- Gaudi — claviers et échantillonneurs sur l'album Barricada Rumble Beat (1987)
- Andrea Mei — accordéon, échantillonneur, piano-forte live (1988–2000) sur les albums Reds (1989) et Controverso (2000)
- Paolo Costa — basse sur l'album Storie d'Italia (1993) et Una volta per sempre (1995)
- Alessandro Simonetto — violon, violoncelle, mandoline sur l'album Storie d'Italia (1993)
- Max Gabanizza — basse (1994—1995)
- Marco Fabbri — violon sur l'album Fuori dal controllo (1997)
- Fabio Ferraboschi — basso nell'album Una volta per sempre (1995) et basse, guitare et chœurs sur l'album Fuori dal controllo (1997)
- Francesco Caporaletti — basse et chœurs live (1997–2014) sur les albums Controverso et La rossa primavera (2000—2011)
- Paolo Mozzicafreddo — batterie, percussions live (1997–2006, décédé en 2006)  sur l'album Controverso (2000)
- Fabio Verdini - orgue, accordéon et claviers live (1999–2005, 2009-2016), orgue et claviers dans l'album Nel tempo e oltre, cantando
- Marco Tentelli — claviers live (2005-2009) et dans les albums Il seme e la speranza (2006) et La rossa primavera (2011)
- Piero Montecchiari — batterie live (2006-2008)
- Francesco Bigoni — batterie live (2008-2010)
- Diego Garbuglia — batterie live (2010-2011)
- Luca Ventura — batterie live (2011-2014)
- Charlie Cinelli — guitare basse sur l'album Sangue e cenere (2015)
- Simone Luti — basse live (2015-2016)
- Mirko Verrengia — basse live (2016-2017)
- Marzio Del Testa — batterie et percussions live (2015–2017) et sur l'album Sangue e cenere (2015)
- Gianni Bonanni — piano, claviers, accordéon (depuis 2016)

## Discographie
- 1984 : Tribes' Union
- 1987 : Barricada Rumble Beat
- 1989 : Reds
- 1991 : Le radici e le ali
- 1993 : Storie d'Italia
- 1995 : Una volta per sempre
- 1997 : Fuori dal controllo
- 2000 : Controverso
- 2004 : Nel tempo e oltre, cantando (avec La Macina)
- 2006 : Il seme e la speranza
- 2011 : La rossa primavera
- 2015 : Sangue e cenere
- 2017 : Calibro 77
- 2021 : Ritorno al fuoco